# Cornelius Petrus Mulder

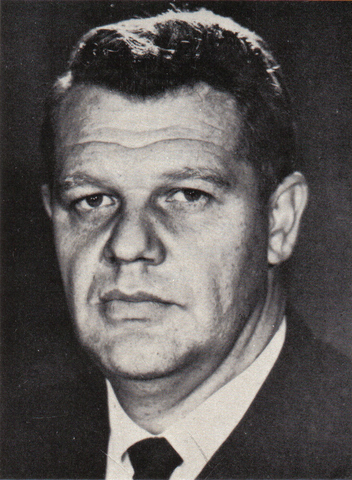
Connie Mulder

Cornelius Petrus Mulder (* 5. Juni 1925 in Warmbaths, Transvaal; † 12. Januar 1988 in Johannesburg), auch bekannt als Connie Mulder, war ein südafrikanischer Politiker während der Apartheid. Er fungierte von 1958 bis 1978 als Parlamentsabgeordneter der Nationalen Partei sowie ab 1968 als Informationsminister. Darüber hinaus war er später zusätzlich zum Informationsressort auch als Minister für plurale Beziehungen und Entwicklung zuständig für die Umsetzung der Apartheidpolitik unter der schwarzen Bevölkerung. Seine Verwicklung in einen als Muldergate-Affäre bekanntgewordenen politischen Skandal führte jedoch zu seinem Ausschluss aus der Nationalen Partei und seinem Rückzug von allen Ämtern. Rund sieben Monate vor seinem Tod errang er für die politisch rechts von der Nationalen Partei positionierte Konservative Partei, die Anfang der 1980er Jahre gegründet worden war, erneut ein Parlamentsmandat.

## Leben
Connie Mulder wurde 1925 in der Provinz Transvaal geboren und hatte 9 Geschwister. Sein Vater war Prinzipal des Cedara Agricultural College. Seine Schulbildung erwarb Mulder in Potchefstroom und in Krugersdorp. Danach nahm er ein Studium an der Universität Potchefstroom auf, das er mit einem B.A.-Abschluss und 1945 mit einem Lehrerdiplom abschloss. Nach seinem Studium unterrichtete er zunächst Geschichte, Afrikaans und Deutsch in Randfontein. Parallel studierte Mulder an der University of the Witwatersrand und erwarb 1957 einen Doktorgrad mit einer Arbeit zum Einfluss der Bibel auf den Volkscharakter der Buren (Originaltitel: Die Invloed van die Bybel op die Vorming van die Afrikaanse Volkskarakter).
In Randfontein kam Mulder mit Kommunalpolitik in Kontakt. Dort war er als lokaler Abgeordneter tätig, später als Vizebürgermeister und schließlich als Bürgermeister dieser Stadt. Während dieser Zeit engagierte er sich in der Nationalen Partei (NP), zuerst in der Jugendorganisation Jeugbond, später als Vorsitzender der NP-Regionalgliederung. 1958 wurde er als Abgeordneter des Distrikts Randfontein in das südafrikanische Parlament gewählt. Zehn Jahre später folgte seine Ernennung zum Minister für Information, Wohlfahrt, Altersversorgung und Einwanderung. In der Folgezeit übernahm er darüber hinaus kurzzeitig das Ressort „Eingeborenen-Verwaltung“, das während seiner Amtszeit (1978) in „Ministerium für plurale Beziehungen und Entwicklung“ umbenannt wurde. Zu dieser Zeit hing ihm bereits der Ruf an, ein Konservativer in der Parteinomenklatur zu sein. Im Jahre 1974 wurde er zum Parteivorsitzenden (Transvaal Leader) in der Provinz Transvaal gewählt.
Connie Mulder galt als möglicher Nachfolger des seit 1966 amtierenden Ministerpräsidenten Balthazar Johannes Vorster. Ab 1977 kam es jedoch, ausgelöst durch Veröffentlichungen der Tageszeitung Rand Daily Mail, zur Aufdeckung seiner Rolle in einem als Muldergate-Affäre bekanntgewordenem politischen Skandal, der seine Karriere in der Nationalen Partei beendete. Hintergrund der Affäre waren von Mulder und seinem Staatssekretär Eschel Rhoodie initiierte Versuche der südafrikanischen Regierung, ab 1973 finanzielle Mittel des Verteidigungsministeriums zu verwenden, um die öffentliche Meinung über die Apartheid im In- und Ausland durch verdeckte Propagandamaßnahmen zu manipulieren.
Mulder musste in der Folge aufgrund von Vorwürfen, dass er gegenüber dem Parlament die Unwahrheit gesagt hätte, die Zuständigkeit für den Bereich Information an Außenminister Pik Botha abgeben. Darüber hinaus unterlag er in den Wahlen um die Führung der Nationalen Partei seinem innerparteilichen Konkurrenten Pieter Willem Botha, der 1978 auch das Amt des Ministerpräsidenten von Vorster übernahm. Nachdem eine von Botha eingesetzte Kommission 1979 zu der Schlussfolgerung gelangte, dass es im Informationsministerium unter Mulders Führung zu schwerwiegenden finanziellen Unregelmäßigkeiten gekommen war, zog er sich nach seinem zuvor erfolgten Ausschluss aus der Nationalen Partei von allen politischen Ämtern zurück. Die Steyn-Kommission erarbeitete ab 1979 Vorschläge für eine von der Regierung künftig zu kontrollierende Medienlandschaft in Südafrika.
Mulder gründete im Juni 1979 die „Aktionsfront für nationale Prioritäten“ (Action Front for National Priorities) mit dem Ziel der Bildung einer neuen Partei, deren Hauptanliegen die fortschreitende territoriale Trennung und Selbstbestimmung mehrerer südafrikanischer Bevölkerungsgruppen war. Die daraus entstandene National-Konservative Partei (National Conservative Party), zu deren Vorsitzenden Mulder im November 1979 gewählt wurde, erreichte zwei Jahre später ein Ergebnis von 2,5 Prozent bei den Parlamentswahlen 1981. In der Folgezeit vereinigte sie sich mit anderen rechten Parteien zur Konservativen Partei, die in den 1980er Jahren zur führenden Oppositionspartei in Südafrika aufstieg. Connie Mulder errang bei den Wahlen im Mai 1987 für die Konservative Partei nochmals ein Parlamentsmandat, starb jedoch Anfang 1988 krankheitsbedingt im Alter von 62 Jahren in Johannesburg.

## Familie
Connie Mulder war verheiratet und Vater von drei Söhnen und einer Tochter. Sein Sohn Pieter Mulder ist seit 2001 Vorsitzender der 1994 gegründeten Freiheitsfront, die sich als Partei zur Interessenvertretung der Buren positioniert, und seit 2009 Vizeminister für Landwirtschaft und Forst in der Regierung von Staatspräsident Jacob Zuma. Auch sein Sohn Corné Mulder ist politisch aktiv und gehört seit 1994 als Abgeordneter der Freiheitsfront dem südafrikanischen Parlament an. Bereits 1988 war er bei der Nachwahl im Distrikt Randfontein, die durch den Tod seines Vaters notwendig wurde, für die Konservative Partei ins Parlament gewählt worden.